# Al-Yoosuf Moskee
De Al-Yoosuf Moskee is een moskee in Eydhafushi, een dorp in de Baa-atol, op de Malediven. De moskee werd geopend in de jaren zeventig en biedt plaats aan meer dan 210 gelovigen.